# Нововолынская хлопкопрядильная фабрика
Нововолынская хлопкопрядильная фабрика (укр. Нововолинська бавовнопрядильна фабрика) — промышленное предприятие в городе Нововолынск Волынской области, прекратившее производственную деятельность.

## История
Предприятие было построено в соответствии с восьмым пятилетним планом развития народного хозяйства СССР, в декабре 1967 года первая очередь фабрики была введена в эксплуатацию и в 1968 году она выпустила продукции на 9 млн. рублей.
В 1969 году фабрика вышла на проектную мощность (свыше 7,5 тыс. тонн пряжи в год), в этом году на ней действовали 135 тыс. веретён, численность работников составляла 2300 человек, общая стоимость выпущенной в 1969 году продукции составила 15 млн. рублей.
В 1986 - 1992 гг. была проведена реконструкция предприятия, в ходе которой на фабрике установили новое производственное оборудование.
В целом, в советское время фабрика входила в число крупнейших предприятий города, на её балансе находились объекты социальной инфраструктуры.
В мае 1995 года Кабинет министров Украины утвердил решение о приватизации хлопкопрядильной фабрики, в дальнейшем государственное предприятие было преобразовано в открытое акционерное общество "Нотекс". В ходе реорганизации детский лагерь отдыха "Салют" на озере Свитязь был снят с баланса предприятия и 5 марта 2003 года - продан по заниженной цене 348 тыс. гривен.
К началу июня 2004 года на фабрике продолжало действовать малое предприятие ООО "Ока" (25 человек), изготавливавшее трикотажные рукавицы для шахтёров "Волыньуголь" из материала, который закупали в Польше, а часть помещений была сдана в аренду.
В 2004 году производственная деятельность ОАО "Нотекс" была прекращена, началась распродажа оборудования и имущества фабрики. В начале июня 2005 года процедура ликвидации предприятия была приостановлена. Было объявлено о намерении австрийской компании "Kronospan" выкупить помещения бывшей фабрики для организации деревообрабатывающего предприятия на 500 работников по производству древесно-стружечных плит.
В августе 2006 года правительство Украины приняло решение о продаже ООО «Кроноспан Укр» (филиал "Kronospan Holdings East Limited") земельного участка площадью 43 га для организации деревообрабатывающего предприятия.